# Mountsorrel
Mountsorrel est un village anglais du Leicestershire sur la rivière Soar, immédiatement situé au sud de Loughborough. Sa population en 2001 est de 6 662 habitants et de 8 223 habitants au recensement de 2011.

## Géographie

### Situation
Le village est dans l'arrondissement de Charnwood, entourant une colline escarpée, autrefois surplombée d'une forteresse, et est bordé à l'est par la Soar .
Le village est réputé pour son marché au beurre matérialisé par un édifice au centre du village, ainsi que pour sa carrière de granit rose, considérée comme la plus grande d'Europe. Un des bras du Grand Union Canal traverse Mountsorrel.
Administrativement, le village de Mountsorrel est à cheval sur deux paroisses dont celle de Rothley, près de la jonction sud de l'A6. Une réserve naturelle se trouve à l'ouest du village. La paroisse est aussi limitrophe de Quorndon où elle touche la carrière près de Buddon Wood. Au nord elle traverse l'ancienne A6, vers Quorn. Près de la rocade, la Soar devient la limite de la paroisse et au sud, la paroisse borde Sileby.

### Géologie
Le village est construit sur du granit. A Leicester, ce granit ( roche ignée ) a servi à construire le quartier de Humberstone qui est originellement connu sous le nom de Stan de Hunbeort. Le mémorial de la Royal Air Force à Screveton dans le Nottinghamshire est également construit en granit de Mountsorrel.

## Histoire

### Moyen Âge
Une forteresse est construite en 1080 par Hugh Lupus. La présence d'une ancienne colonie normande est attestée par la présence de fragments de poterie. Une villa romaine aurait existé sur Broad Hill au IVe siècle apr. J.-C., site occupé de nos jours par la carrière. Son exploitation à la fin des années 1800 a mis au jour de nombreux objets dont un seau en bois retrouvé presque intact. Cependant, les premiers écrits attestant du village de Mountsorrel datent de 1377, date à laquelle il comptait 156 habitants.
En 1151, Robert le Bossu, comte de Leicester et ministre de Henri II d'Angleterre, alors juge de paix de la région, acquiert la forteresse de Mountsorrel. Selon l'historien Jim Bradbury, l'acquisition de la forteresse par le comte de Leicester fut le résultat d'un «accord final de paix» avec Ranulf, comte de Chester.
Bien que l'origine du nom "Mountsorrel" ne soit pas encore entièrement comprise, une hypothèse avance que Mountsorrel fut ainsi nommé en référence au château de Montsoreau par la noblesse anglaise à l'époque des guerres des rois Etienne et Henri. Montsoreau étant un château français du val de Loire, propriété de Guillaume de Montsoreau, initiateur de la construction de l'abbaye de Fontevraud, où Henri II est enterré. Le nom Montsoreau est d'origine latine, Mons Sorello, et aurait certainement été utilisé en raison de la ressemblance étroite entre les forteresses de Montsoreau et de Mountsorrel. Mountsorrel aurait été construite sur le modèle de Montsoreau selon une implantation géographique similaire - les deux étant situées sur des rivières, la Loire et la Soar respectivement, et entourées de collines.
La forteresse de Mountsorrel joue un rôle défensif contre le roi Etienne. En 1217, La forteresse alors décrite comme « nid du diable et repaire d'escrocs et de voleurs» est assiégée par les hommes du roi venant de Nottingham. Le futur roi Louis VIII de France envoie un renfort de 20 000 hommes aux barons assiégés. Malheureusement, ceux-ci n'arrivèrent pas à temps pour empêcher la destruction de la forteresse. Seul reste à présent un promontoire de granit à l'emplacement de la forteresse. La colline est également le site d'un mémorial (par Shirley Harrison, 1926) aux morts de la Première Guerre mondiale.
Le village possède deux églises paroissiales, l'église du Christ et l'église Saint-Pierre.

### Moderne

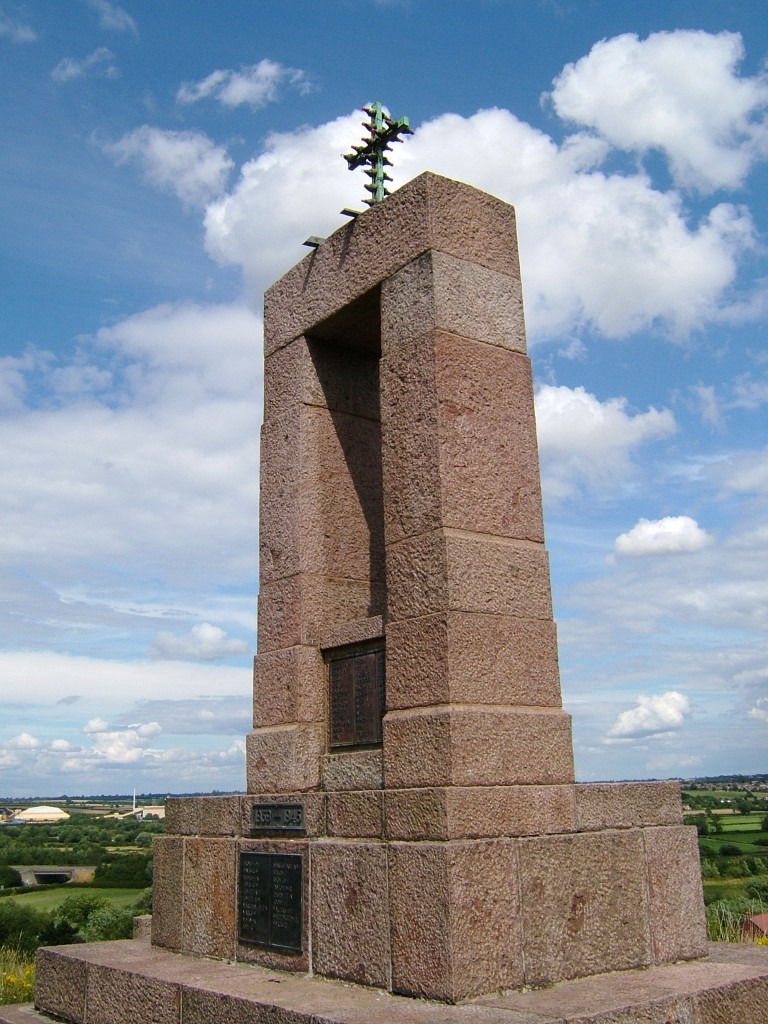

En 1781, la population de Mountsorrel est de «150 foyers»  et en 1840, celle-ci atteint 1 900 habitants.
</section>
- Rosemary Conley, la créatrice du régime Hip & Thigh, a vécu à Mountsorrel avant de déménager à Quorndon .
- Hilda Lewis, fille du vicaire William Lewis, a épousé la paléontologue Leslie Reginald Cox
- Le sculpteur John Charles Felix Rossi a vécu dans le village au XIXe siècle
- Il y a une plaque indiquant que l'on pense localement que Dick Turpin a utilisé le point de montage en face du Swan Inn, Loughborough Road,
- Rebecca Wakefield, née Brewin[2], missionnaire victorienne pionnière en Afrique de l'Est.

## Personnes notables

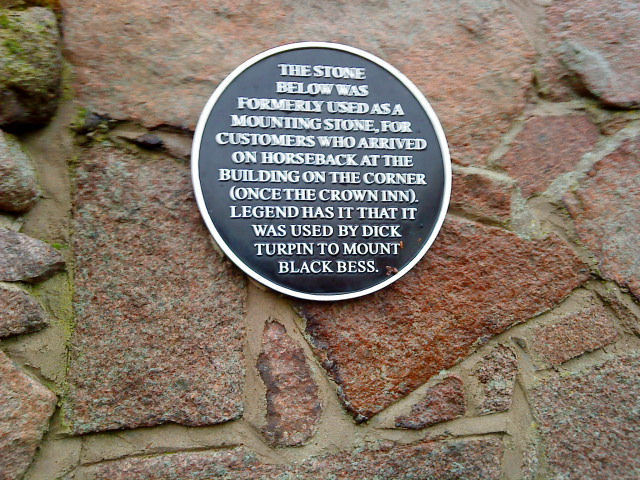